# MTV Video Music Award – teledysk żeński
Artykuł przedstawia listę zwycięzców i nominowanych w kategorii Najlepszy teledysk żeński (Best Female Video) w plebiscycie MTV Video Music Awards organizowanym co roku od 1984 przez amerykańską telewizję MTV. Tylko w 2007 roku kategorię tę zastąpiono przez Wokalistka roku (Female Artist of the Year).

## Lista zwycięzców i nominowanych
| Rok  | Zwycięzca                                          | Reszta nominowanych |
| ---- | -------------------------------------------------- | --- |

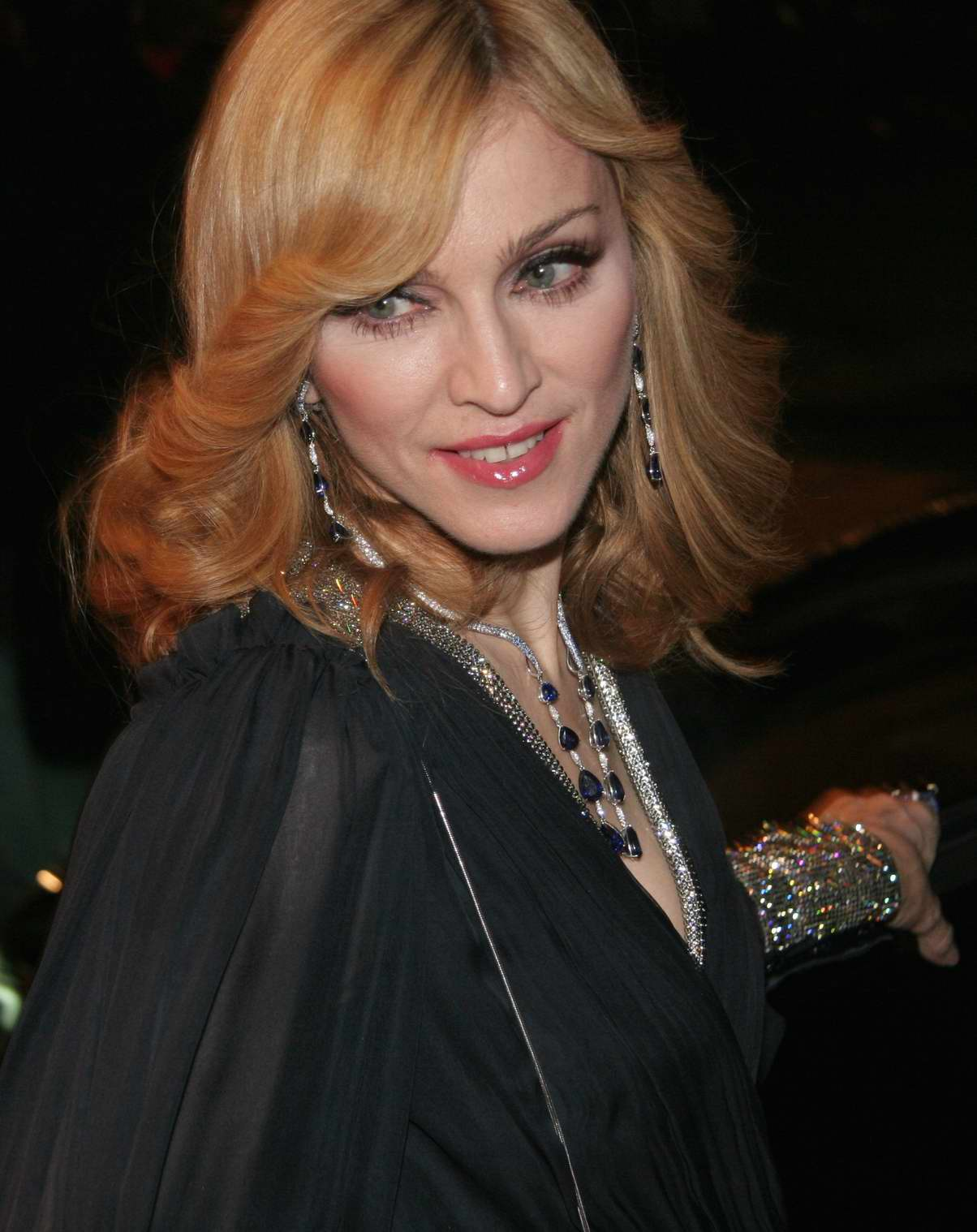
Madonna, która zdobyła w tej kategorii zarówno najwięcej nagród (trzy), jak i nominacji (dwanaście).

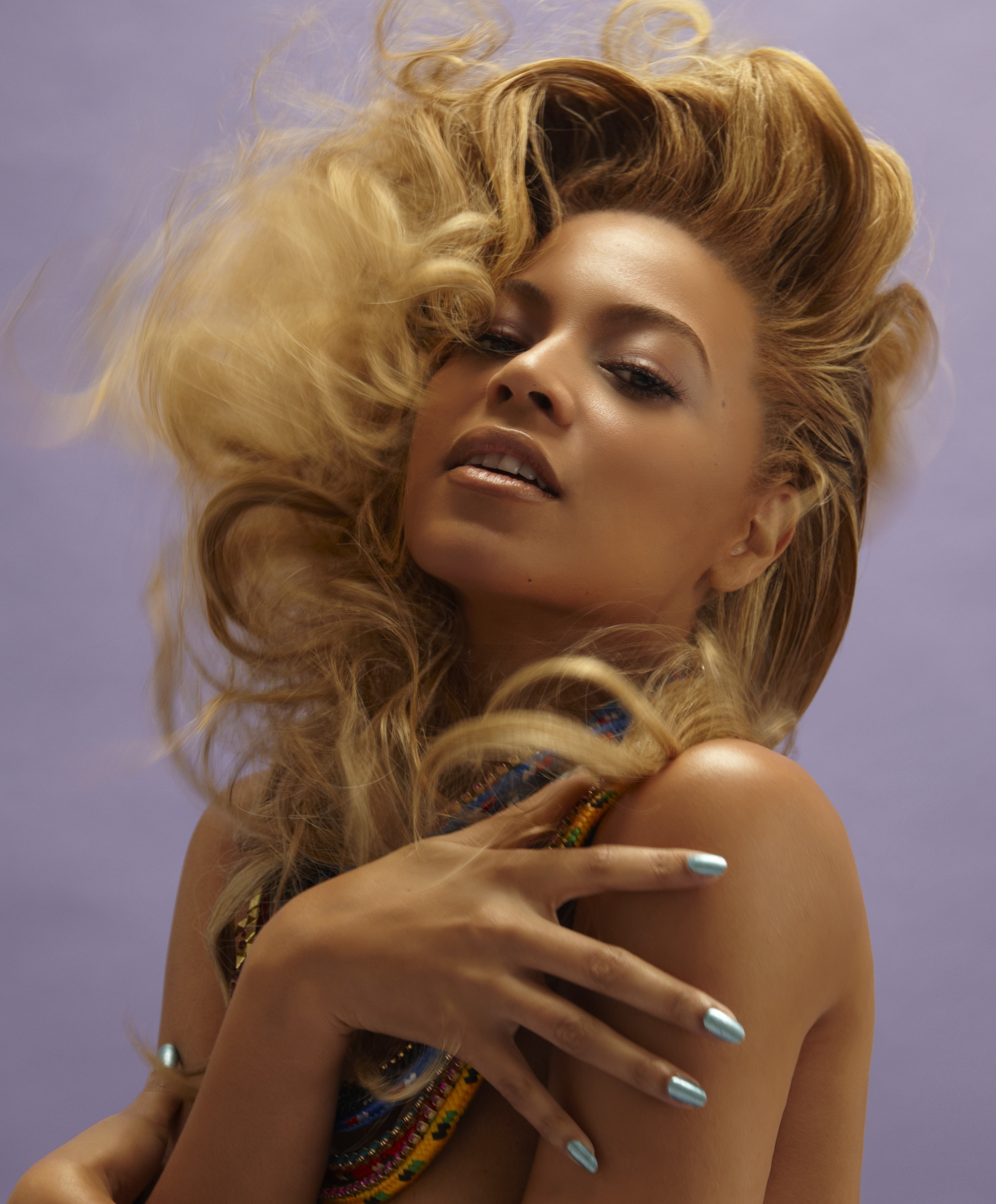
Beyoncé, laureatka w latach 2003, 2004 i 2016.

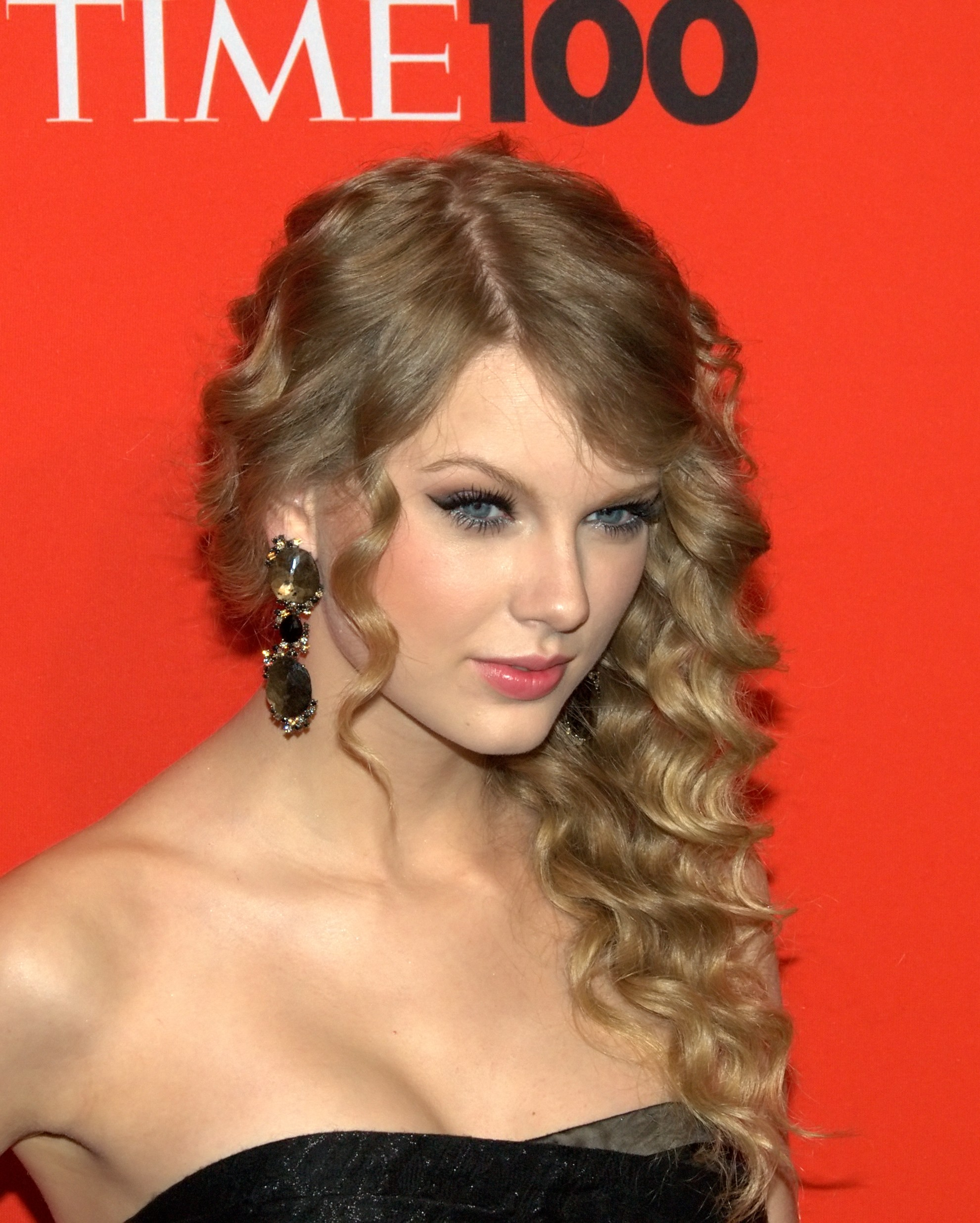
Taylor Swift, trzykrotnie nagrodzona.

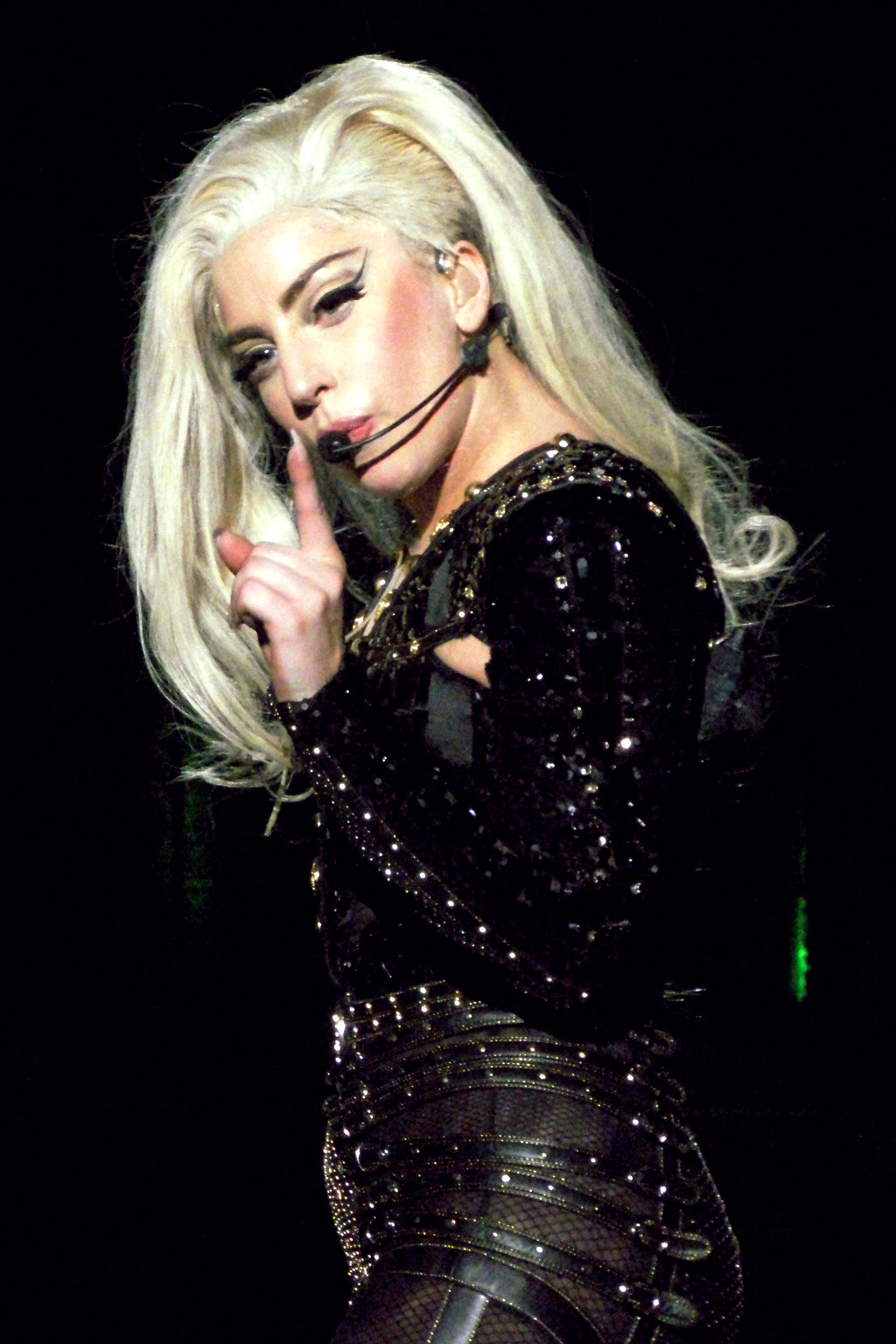
Lady Gaga, czterokrotnie nominowana, z czego dwukrotnie nagrodzona.

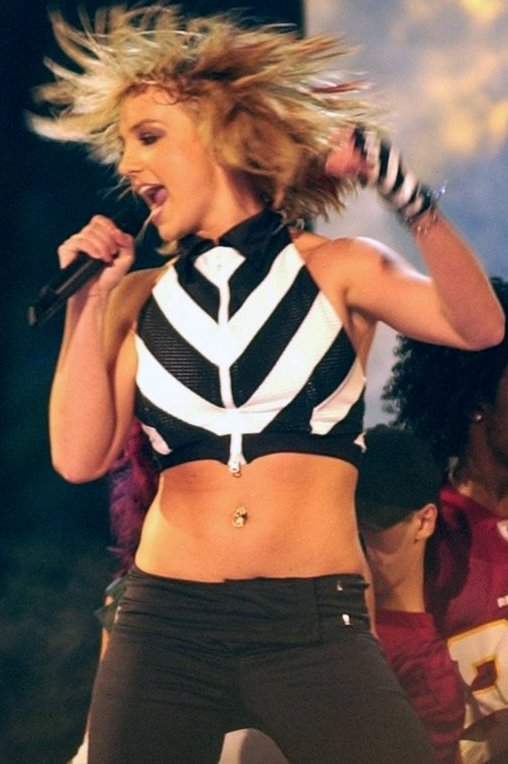
Britney Spears, pięciokrotnie nominowana, z czego raz nagrodzona.

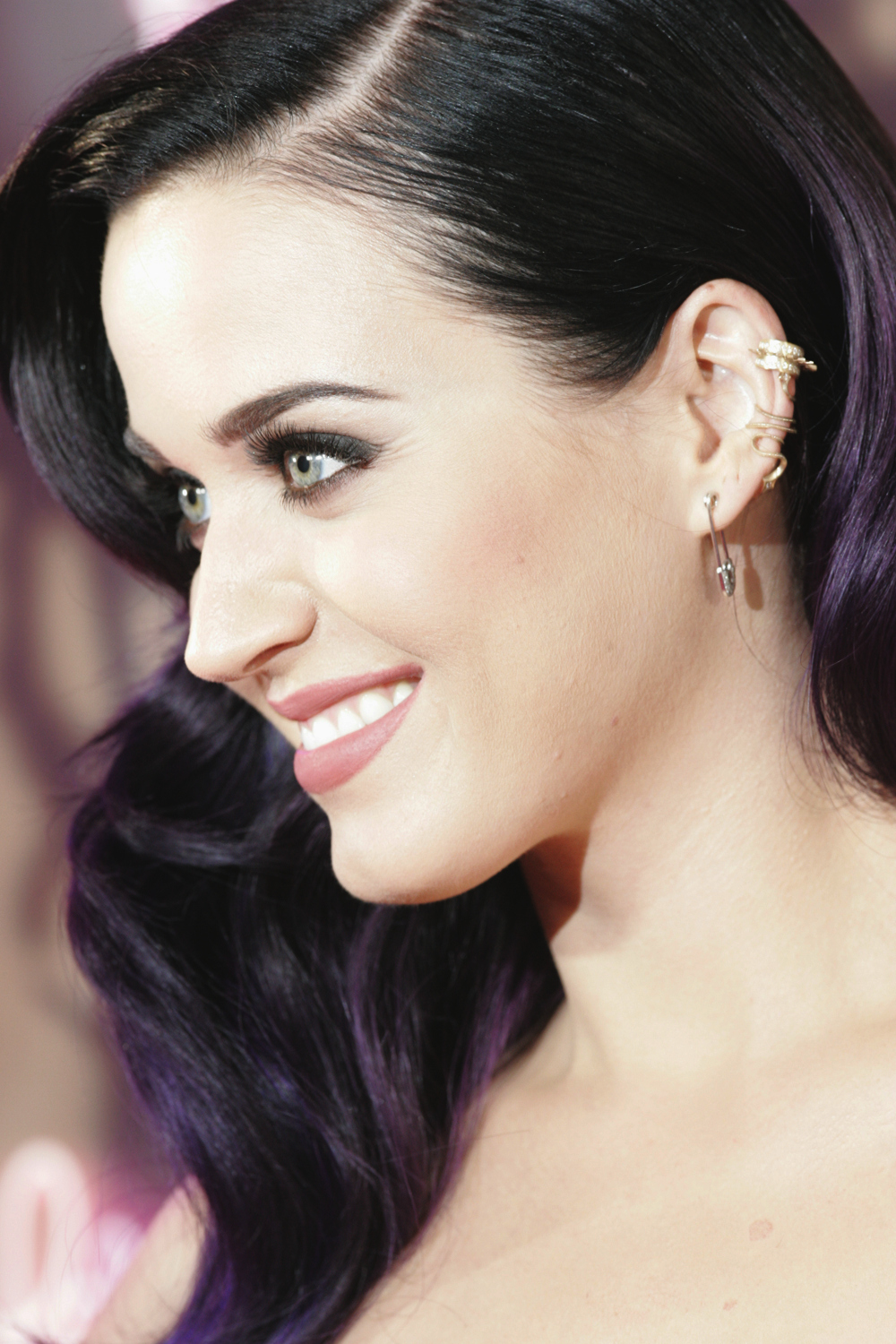
Katy Perry, sześciokrotnie nominowana, z czego raz nagrodzona.

| 1984 | Cyndi Lauper – „Girls Just Want to Have Fun”       | - Pat Benatar – „Love Is a Battlefield” - Cyndi Lauper – „Time After Time” - Bette Midler – „Beast of Burden” - Donna Summer – „She Works Hard for the Money”                |
| 1985 | Tina Turner – „What’s Love Got to Do with It”      | - Cyndi Lauper – „She Bop” - Madonna – „Material Girl” - Sade – „Smooth Operator” - Sheila E. – „The Glamorous Life”                                                         |
| 1986 | Whitney Houston – „How Will I Know”                | - Kate Bush – „Running Up That Hill” - Aretha Franklin – „Freeway of Love” - Grace Jones – „Slave to the Rhythm” - Tina Turner – „We Don’t Need Another Hero”                |
| 1987 | Madonna – „Papa Don’t Preach”                      | - Kate Bush – „The Big Sky” - Janet Jackson – „Nasty” - Cyndi Lauper – „True Colors” - Madonna – „Open Your Heart”                                                           |
| 1988 | Suzanne Vega – „Luka”                              | - Cher – „I Found Someone” - Lita Ford – „Kiss Me Deadly” - Janet Jackson – „The Pleasure Principle” - Jody Watley – „Some Kind of Lover”                                    |
| 1989 | Paula Abdul – „Straight Up”                        | - Tracy Chapman – „Fast Car” - Madonna – „Express Yourself” - Tanita Tikaram – „Twist in My Sobriety” - Jody Watley – „Real Love”                                            |
| 1990 | Sinéad O’Connor – „Nothing Compares 2 U”           | - Paula Abdul – „Opposites Attract” - Madonna – „Vogue” - Alannah Myles – „Black Velvet” - Michelle Shocked – „On the Greener Side”                                          |
| 1991 | Janet Jackson – „Love Will Never Do (Without You)” | - Paula Abdul – „Rush Rush” - Neneh Cherry – „I’ve Got You Under My Skin” - Amy Grant – „Baby Baby” - Madonna – „Like a Virgin (Truth or Dare version)”                      |
| 1992 | Annie Lennox – „Why”                               | - Tori Amos – „Silent All These Years” - Madonna – „Holiday (Truth or Dare version)” - Vanessa Williams – „Save the Best for Last”                                           |
| 1993 | k.d. lang – „Constant Craving”                     | - Neneh Cherry – „Buddy X” - Janet Jackson – „That’s the Way Love Goes” - Annie Lennox – „Walking on Broken Glass”                                                           |
| 1994 | Janet Jackson – „If”                               | - Björk – „Human Behaviour” - Sheryl Crow – „Leaving Las Vegas” - Me’shell Ndegeocello – „If That’s Your Boyfriend (He Wasn’t Last Night)”                                   |
| 1995 | Madonna – „Take a Bow”                             | - Des’ree – „You Gotta Be” - PJ Harvey – „Down by the Water” - Annie Lennox – „No More „I Love You’s””                                                                       |
| 1996 | Alanis Morissette – „Ironic”                       | - Björk – „It’s Oh So Quiet” - Tracy Chapman – „Give Me One Reason” - Jewel – „Who Will Save Your Soul”                                                                      |
| 1997 | Jewel – „You Were Meant for Me”                    | - Erykah Badu – „On & On” - Toni Braxton – „Un-Break My Heart” - Meredith Brooks – „Bitch” - Paula Cole – „Where Have All the Cowboys Gone?”                                 |
| 1998 | Madonna – „Ray of Light”                           | - Fiona Apple – „Criminal” - Mariah Carey (feat. Puff Daddy and the Family) – „Honey” - Natalie Imbruglia – „Torn” - Shania Twain – „You’re Still the One”                   |
| 1999 | Lauryn Hill – „Doo Wop (That Thing)”               | - Jennifer Lopez – „If You Had My Love” - Madonna – „Beautiful Stranger” - Britney Spears – „…Baby One More Time”                                                            |
| 2000 | Aaliyah – „Try Again”                              | - Christina Aguilera – „What a Girl Wants” - Toni Braxton – „He Wasn’t Man Enough” - Macy Gray – „I Try” - Britney Spears – „Oops!... I Did It Again”                        |
| 2001 | Eve (feat. Gwen Stefani) – „Let Me Blow Ya Mind”   | - Dido – „Thank You” - Missy Elliott – „Get Ur Freak On” - Janet Jackson – „All for You” - Jennifer Lopez – „Love Don’t Cost a Thing” - Madonna – „Don’t Tell Me”            |
| 2002 | Pink – „Get the Party Started”                     | - Ashanti – „Foolish” - Michelle Branch – „All You Wanted” - Shakira – „Whenever, Wherever” - Britney Spears – „I’m a Slave 4 U”                                             |
| 2003 | Beyoncé (feat. Jay-Z) – „Crazy in Love”            | - Christina Aguilera (feat. Redman) – „Dirrty” - Missy Elliott – „Work It” - Avril Lavigne – „I’m with You” - Jennifer Lopez – „I’m Glad”                                    |
| 2004 | Beyoncé – „Naughty Girl”                           | - Christina Aguilera – „The Voice Within” - Alicia Keys – „If I Ain’t Got You” - Jessica Simpson – „With You” - Britney Spears – „Toxic”                                     |
| 2005 | Kelly Clarkson – „Since U Been Gone”               | - Amerie – „1 Thing” - Mariah Carey – „We Belong Together” - Shakira (feat. Alejandro Sanz) – „La Tortura” - Gwen Stefani – „Hollaback Girl”                                 |
| 2006 | Kelly Clarkson – „Because of You”                  | - Christina Aguilera – „Ain’t No Other Man” - Nelly Furtado (feat. Timbaland) – „Promiscuous” - Madonna – „Hung Up” - Shakira (feat. Wyclef Jean) – „Hips Don’t Lie”         |
| 2007 | Fergie                                             | - Beyoncé - Nelly Furtado - Rihanna - Amy Winehouse |
| 2008 | Britney Spears – „Piece of Me”                     | - Mariah Carey – „Touch My Body” - Katy Perry – „I Kissed a Girl” - Rihanna – „Take a Bow” - Jordin Sparks (feat. Chris Brown) – „No Air”                                    |
| 2009 | Taylor Swift – „You Belong with Me”                | - Beyoncé – „Single Ladies (Put a Ring on It)” - Kelly Clarkson – „My Life Would Suck Without You” - Lady Gaga – „Poker Face” - Katy Perry – „Hot n Cold” - Pink – „So What” |
| 2010 | Lady Gaga – „Bad Romance”                          | - Beyoncé (feat. Lady Gaga) – „Video Phone (Extended Remix)” - Ke$ha – „Tik Tok” - Katy Perry (feat. Snoop Dogg) – „California Gurls” - Taylor Swift – „Fifteen”             |
| 2011 | Lady Gaga – „Born This Way”                        | - Adele – „Rolling in the Deep” - Beyoncé – „Run the World (Girls)” - Nicki Minaj – „Super Bass” - Katy Perry – „Firework”                                                   |
| 2012 | Nicki Minaj – „Starships”                          | - Beyoncé – „Love on Top” - Selena Gomez & the Scene – „Love You Like a Love Song” - Katy Perry – „Part of Me” - Rihanna (feat. Calvin Harris) – „We Found Love”             |
| 2013 | Taylor Swift – „I Knew You Were Trouble”           | - Miley Cyrus – „We Can’t Stop” - Demi Lovato – „Heart Attack” - Pink (feat. Nate Ruess) – „Just Give Me a Reason” - Rihanna (feat. Mikky Ekko) – „Stay”                     |
| 2014 | Katy Perry (feat. Juicy J) – „Dark Horse”          | - Iggy Azalea (feat. Charli XCX) – „Fancy” - Beyoncé – „Partition” - Ariana Grande (feat. Iggy Azalea) – „Problem” - Lorde – „Royals”                                        |
| 2015 | Taylor Swift – „Blank Space”                       | - Beyoncé – „7/11” - Ellie Goulding – „Love Me Like You Do” - Nicki Minaj – „Anaconda” - Sia – „Elastic Heart”                                                               |
| 2016 | Beyoncé – „Hold Up”                                | - Adele – „Hello” - Ariana Grande – „Into You” - Rihanna (feat. Drake) – „Work” - Sia – „Cheap Thrills”                                                                      |

## Statystyki
| Najwięcej zwycięstw: - 3 – Beyoncé, Madonna, Taylor Swift - 2 – Kelly Clarkson, Janet Jackson, Lady Gaga | Najwięcej nominacji: - 12 – Madonna - 10 – Beyoncé - 6 – Janet Jackson, Katy Perry - 5 – Britney Spears, Rihanna - 4 – Christina Aguilera, Cyndi Lauper, Lady Gaga |